# Голтвянский, Олег Николаевич
 Голтвянский Олег Николаевич (укр. Голтвянський Олег Миколайович, 8 сентября 1980 года, Харьков, Украина) — украинский военный и политический деятель. По версии российских СМИ является одним из организаторов Евромайдана, участник Войны на востоке Украины и полномасштабной русско-украинской войны. Командир батальона «Печерск». Также известен под псевдонимом Кесарь Люботинский.

## Биография
Является организатором ряда политических акций на территории Украины и России. Наиболее резонансными из которых были марши в честь Украинской повстанческой армии в Харькове и Полтаве, марши в поддержку семьи Павличенко, Русского марша в Белгороде, в поддержку политических заключенных, а также ряда исторических и социальных акций. Участвовал в нападениях на представителей лево-радикальных и пророссийских организаций, а также представителей сексуальных меньшинств. Вместе с Дмитрием Корчинским являются организаторами проекта «Русская автономия».
Принимал активное участие в Евромайдане.
С апреля 2014 года принимает участие в войне на востоке Украины. Весной 2014 года на территории Российской Федерации были арестованы 25 украинских диверсантов, которые впоследствии сознались, что были направлены в Россию Голтвянским С июня 2014 по январь 2015 года командовал добровольческим батальоном «Печерск», в его составе принимал участие в боях на территории Луганской области.
С 2015 года возглавляет Центр геополитических исследований и современной конфликтологии (укр. Центр геополітичних досліджень та сучасної конфліктології). В 2016 году Комитет Спасения Украины внес данные Олега Голтвянского в «Список Грабовского». В 2021 году организовал подразделение муниципальной охраны города Люботина — Люботинская варта.
После начала Вторжения России на Украину является командиром контрдиверсионного подразделения Морской пехоты Украины. 

### Участие в выборах и партийная деятельность
В 2006 году был избран депутатом Кобелякской районной рады от Блока Юлии Тимошенко. С 2009 по 2015 год возглавлял в Люботине молодёжное крыло ВО «Батькивщина» — «Батькивщина молодая». В 2010 году баллотировался в городе Люботин по списку партии «Батькивщина» под № 5, но депутатом не стал. 30 сентября 2012 года участвовал в промежуточных выборах в Люботинский городской совет от партии «Батькивщина», занял второе место, проиграв кандидату от Партии регионов, с разрывом в 31 голос.
С 2009 по 2012 год возглавлял право-радикальную организацию Украинский национальный союз, на основе которой пытался в 2013 году создать политическую партию.
С 2015 года возглавляет Люботинское городское отделение партии Украинское объединение патриотов — УКРОП. На региональных выборах 2015 года баллотировался в депутаты по списку Украинского объединения патриотов — УКРОП под № 1. 25 октября 2015 года был избран депутатом Люботинского городского совета. Заместитель главы Харьковской областной партийной организации политической партии "Украинское объединение патриотов —"УКРОП". В марте 2020 года, как кандидат, принимал участие промежуточных выборах в депутаты Верховной Рады по 179 округу. Снял свою кандидатуру в связи с опасениями заражения COVID-19 избирателей в ходе предвыборной кампании.

### Фильмография
Олег Голтвянский вместе с Олегом Тягнибоком, Андреем Билецким, Романом Стригунковым, Олегом Однороженко и многими другими политическими деятелями Украины принял участие в съемках документального фильма Юрия Горского «Украина. Майдан. Перемога».

## Убеждения
- Считает, что Украина может войти в пятерку мировых лидеров[59].
- Выступает за переоснащение Вооруженных сил Украины по стандартам сильнейших мировых держав[60]. Хочет вернуть Украине ядерный статус[59].
- В геополитике поддерживает создание Балто-Черноморского союза в который войдут Беларусь, Грузия, Польша, Словакия, Молдавия и Прибалтийские страны, а также Великобритания в противовес Европейскому союзу и Китаю[59].
- Выступает за энергетическую независимость Украины. В частности за разработку сланцевого газа[61] и альтернативную энергетику[62].
- Поддерживает развитие криптовалюты[46][63].